# آنتونتی پاول (طراح)
آنتونتی پاول (انگلیسی: Anthony Powell؛ (زادهٔ ۲ ژوئن ۱۹۳۵ – درگذشتهٔ ۱۶ آوریل ۲۰۲۱) یک طراح صحنه و لباس اهل بریتانیا بود.